# ホルダラン県

ホルダラン県
Hordaland fylke

ホルダラン県（Hordaland [ˈhɔrdɑˈlɑn] ( 音声ファイル)）はかつてノルウェーに存在した県。県庁所在地はベルゲン。北にソグン・オ・フィヨーラネ県、東にブスケルー県、南東にテレマルク県、南にローガラン県と接していた。首都で独立市であるオスロ、アーケシュフース県に続いて人口が多い県であった。県番号は12。
1919年1月1日にソールベルゲン県を改編・発足した。1972年1月1日にベルゲンを編入した（なお編入前も県庁はベルゲンにあった）。2020年1月1日にソグン・オ・フィヨーラネ県と合併し、ヴェストラン県となった。

## 名称
ホルドランは古い時代からこの土地をさす言葉である。古ゲルマン人の種族の名前がホルド(hörðar)という名前であり、それに陸や土地を表すラン(land)を付けた名前と思われる。1919年まではソールベルゲン県(南ベルゲン県)という名称だった。（1662年に創立されたベルゲン県が、1763年に分割されたもの）。

## 県章
県章は1961年に作られたものである。14世紀にサンホルドランで使われていたものである。

## 地理
ホルドラン県は丸に近い形をしており、ノルウェーの西海岸に面している。国内でも主なフィヨルドとして数えられるハダンケルフィヨルドがこの県を南西から北東にかけてかなり深く裂いており、旅行客を集めている。ハダンケルビィッダ国立公園の半分以上がこの県にある。ノルウェーの有名な瀧（Vøringsfossen、Stykkjedalsfossenなど）が多くあり、氷河（the glaciers Folgefonna、Hardangerjøkulenなど）も多い。住民の60%が県庁所在地であるベルゲンとその近郊に住んでおり、その他の都市にはレイルヴィク（Leirvik）、ヴォス（Voss）、オッダ（Odda）などがある。
ベルゲンから北側のソグネ・フィヨルドまでの海岸にはオステレイ島、マス・フィヨルド、ルレ・フィヨルドなどのフィヨルド、入り江があり、淡水の河川はタイセイヨウサケの産卵地である。一帯は2019年にユネスコの生物圏保護区に指定された。

## 地域
この地域は慣習的に地域分けされており、内陸部はハダンケル、ヴォス（Voss）があり、沿海部にはサンホルドラン（Sunnhordland）、ミッドホルドラン（Midhordland）、ノールホルドラン（Nordhordland）がある。ミッドホルドラン、ノールホルドランを含む範囲をストライルラン（Strilelande）ということもある。

## 下位自治体
ホルドラン県には33の下位自治体がある。
- en:Askøy
- en:Austevoll
- en:Austrheim
- ベルゲン（en:Bergen）
- en:Bømlo
- en:Eidfjord
- en:Etne
- en:Fedje
- en:Fitjar
- en:Fjell
- en:Fusa
- en:Granvin
- en:Jondal
- en:Kvam
- en:Kvinnherad
- en:Lindås
- en:Masfjorden
- en:Meland
- en:Modalen
- オッダ（en:Odda）
- en:Os, Hordaland
- en:Osterøy
- en:Øygarden
- en:Radøy
- en:Samnanger
- en:Stord
- en:Sund
- en:Sveio
- en:Tysnes
- en:Ullensvang
- en:Ulvik
- en:Vaksdal
- ヴォス（en:Voss）